# Melodinus fusiformis
Melodinus fusiformis là một loài thực vật có hoa trong họ La bố ma. Loài này được Champ. ex Benth. mô tả khoa học đầu tiên năm 1852.